# Audley Shaw

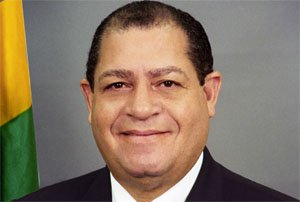
Audley Shaw

Audley Shaw (* 13. Juni 1952 in Christiana, Manchester Parish) ist ein jamaikanischer Politiker (JLP). Er war von 2007 bis Anfang 2012 Finanzminister (Minister of Finance and the Public Service) Jamaikas.

## Leben
Shaw besuchte das Knox College und die Holmwood Technical High School in North East Manchester. Danach studierte er in den USA an der Northern Illinois University und schloss mit dem Bachelor of Arts in Journalismus und Master of Arts in Marketing, Finance and Public Relations ab. Von 1983 bis 1986 war er als Direktor für Public Relations und Werbung bei der Jamaica National Investment Promotions Limited (JNIP) tätig.

## Politik
Shaw war zeitweise Generalsekretär (General Secretary) der Jamaica Labour Party (JLP) und ist seit 1999 stellvertretender Parteivorsitzender (Deputy Leader).
Im Jahr 1989 wurde Shaw auf Vorschlag von Oppositionsführer Edward Seaga zum Senator ernannt. Seit 1993 vertritt er den Wahlkreis North East Manchester im Repräsentantenhaus. Er konnte den Wahlkreis auch bei den Wahlen 1997, 2002, 2007 und 2011 jeweils für die JLP entscheiden. Bei der Parlamentswahl am 3. September 2007 errang die JLP die Mehrheit und bildete die neue Regierung. Shaw, der zuvor finanzpolitischer Sprecher der Opposition war, wurde zum Finanzminister ernannt und am 14. September 2007 vereidigt. Er war Minister bis zum 6. Januar 2012, seit dem 19. Januar 2012 ist er wieder finanzpolitischer Sprecher der Opposition.